# Eltham Palace
Eltham Palace (engelskt uttal: [ˈɛltəm]), i stadsdelen Eltham i sydöstra London, har en av Storbritanniens mest kända art déco-interiörer. På platsen låg tidigare det kungliga, medeltida palatset givet till Edvard II 1305 av biskopen av Durham, Anthony Bek. Det användes som kungligt residens från 1300- till 1500-talet.
Byggnaderna består av den medeltida stora salen i ett före detta kungligt residens, till vilken en art déco-utbyggnad byggdes till 1933–1936. Hammarbjälketaket i den stora salen är det tredje största av sin typ i England, och husets svenskinspirerade art déco-interiör har beskrivits som ett "mästerverk av modern design". Huset ägs av Crown Estate och förvaltas av English Heritage, som tog över ansvaret för den stora salen 1984 och resten av egendomen 1995.

## Historia

### 1086–1930
Lite är känt om någon bosättning på platsen förrän Domedagsboken 1086, då herrgården Eltham registreras som tillhörande Odo, biskop av Bayeux, halvbror till Vilhelm Erövraren. Godset bytte ägare flera gånger fram till 1295 då Anthony Bek, biskop av Durham, förvärvade det. Han verkar ha byggt om herrgården och byggt en försvarsmur av sten och tegel inom vallgravens linje.
Det ursprungliga slottet gavs till Edward II 1305 av biskopen av Durham, Anthony Bek, och användes som kungligt residens från 1300- till 1500-talet. Enligt en redogörelse inträffade händelsen som inspirerade Edward III:s grundande av Strumpebandsorden här. Som Henrik IV:s favoritpalats var det värd för Manuel II Palaiologos, den enda bysantinska kejsaren som någonsin besökt England, från december 1400 till mitten av februari 1401, med en tornerspelstävling till hans ära. Det finns fortfarande kvar en tornerspelsgård. Eltham-turneringen 1401 beskrevs eller firades i litterär form som tretton brev, på gammal franska, adresserade till Henrys dotter Blanche av England. Varje brev, som påstås vara skrivet av en legendarisk beskyddare, berömmer en av kombattanterna. Två av dem, William Bardolf och John Clinton, identifieras av sin heraldik. Breven lästes förmodligen högt under evenemanget.
Edward IV lät uppföra den Stora salen på 1470-talet och här växte hans barnbarn Henrik VIII upp; det var här 1499 som han träffade och imponerade på den lärde Erasmus, introducerad för honom av Thomas More.
Tudorhoven använde ofta palatset för julfirande. Med den storslagna ombyggnaden av Greenwich Palace, som var lättare att via floden, var Eltham mindre frekventerat, förutom jakten i dess inhägnade parker, lätt att nå från Greenwich, "liksom njöt av hovet som ligger i Greenwiche, som om det vore i det här huset själv”. Hjortarna förblev i rikligt antal i Great Park, på 596 acres (2,4 km2), Little, eller Middle Park, på 333 acres (1,3 km2), och Home Park, eller Lee Park, på 336 acres (1,4 km2).
Hovmannen Roger Aston skötte den lilla parken i Eltham 1610 och byggde fyra broar för James VI:s och I:s bekvämlighet. På 1630-talet, då palatset inte längre användes av kungafamiljen, fick Sir Anthony van Dyck användningen av en svit med rum som en tillflyktsort på landet. Under det engelska inbördeskriget var parkerna blottade från träd och rådjur. John Evelyn såg det 22 april 1656: "Gick för att se hans Majestäts hus i Eltham; både palatset och kapellet i eländiga ruiner, den ädla skogen och parken förstördes av rebellen Rich". Palatset återhämtade sig aldrig. Eltham skänktes av Charles II till John Shaw och i dess förödande skick – reducerat till Edward IV:s stora sal, det tidigare smörhuset, kallat "Court House", en bro över vallgraven och en del murar – fanns kvar hos Shaws ättlingar så sent som 1893).
Den nuvarande byggnaden uppfördes på 1930-talet på platsen för det ursprungliga slottet, vilken innesluter den ursprungliga stora salen, vilken har det tredje största hammarbjälketaket i England. Fragment av väggarna i andra byggnader är fortfarande synliga runt trädgårdarna, och 1400-talsbron korsar fortfarande vallgraven.

### 1930-tal till nutid

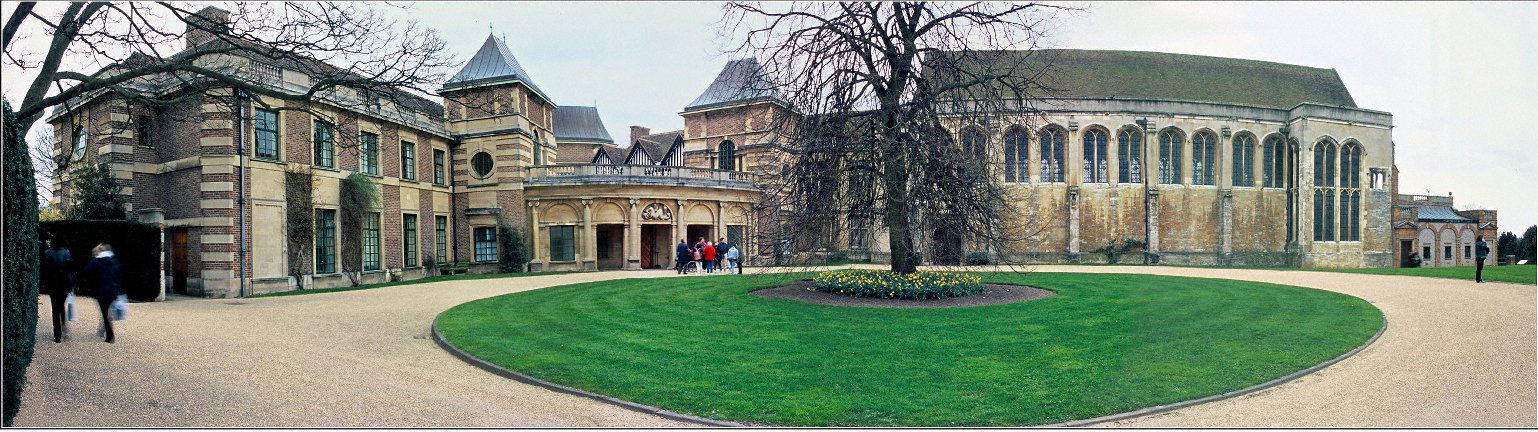
Den norra sidan av palatset.

År 1933 förvärvade Stephen Courtauld och hans hustru Virginia "Ginie" Courtauld (född Peirano) ett 99-årigt tomträttskontrakt på egendomen. Han gav Seely & Paget i uppdrag att restaurera hallen och att skapa ett modernt hem i anslutning till den. Seely & Paget lade till ett minstrelgalleri och en träskärm till hallen, samtidigt som de skapade en design för huvudbyggnaden inspirerad av Christopher Wrens arbete på Hampton Court Palace och Trinity College, Cambridge.
Interiören var inredd i art déco-stil. Entréhallen skapades av den svenska designern Rolf Engströmer; ljuset flödar in från en glaserad kupol och framhäver svartbönafaner och figurativt intarsia. Andra rum i huset, inklusive matsalen, salongen och Virginia Courtaulds cirkulära sovrum och angränsande badrum, var verk av den italienska designern Piero Malacrida de Saint-August, medan Seely och Paget designade många av sovrummen. Courtaulds trädgårdsmästare modifierade och förbättrade grunderna och trädgårdarna avsevärt.

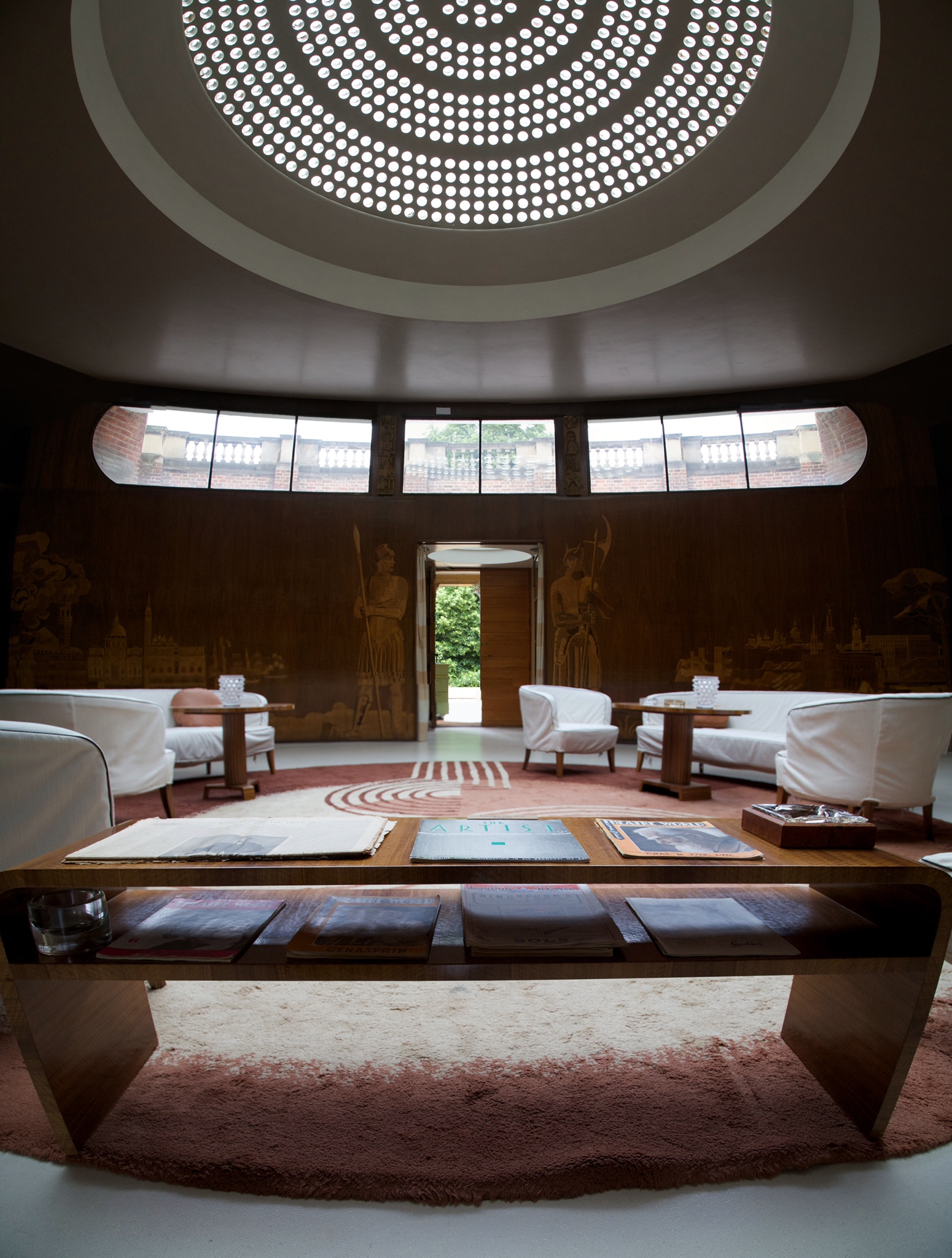
Entréhallen i art déco-stil
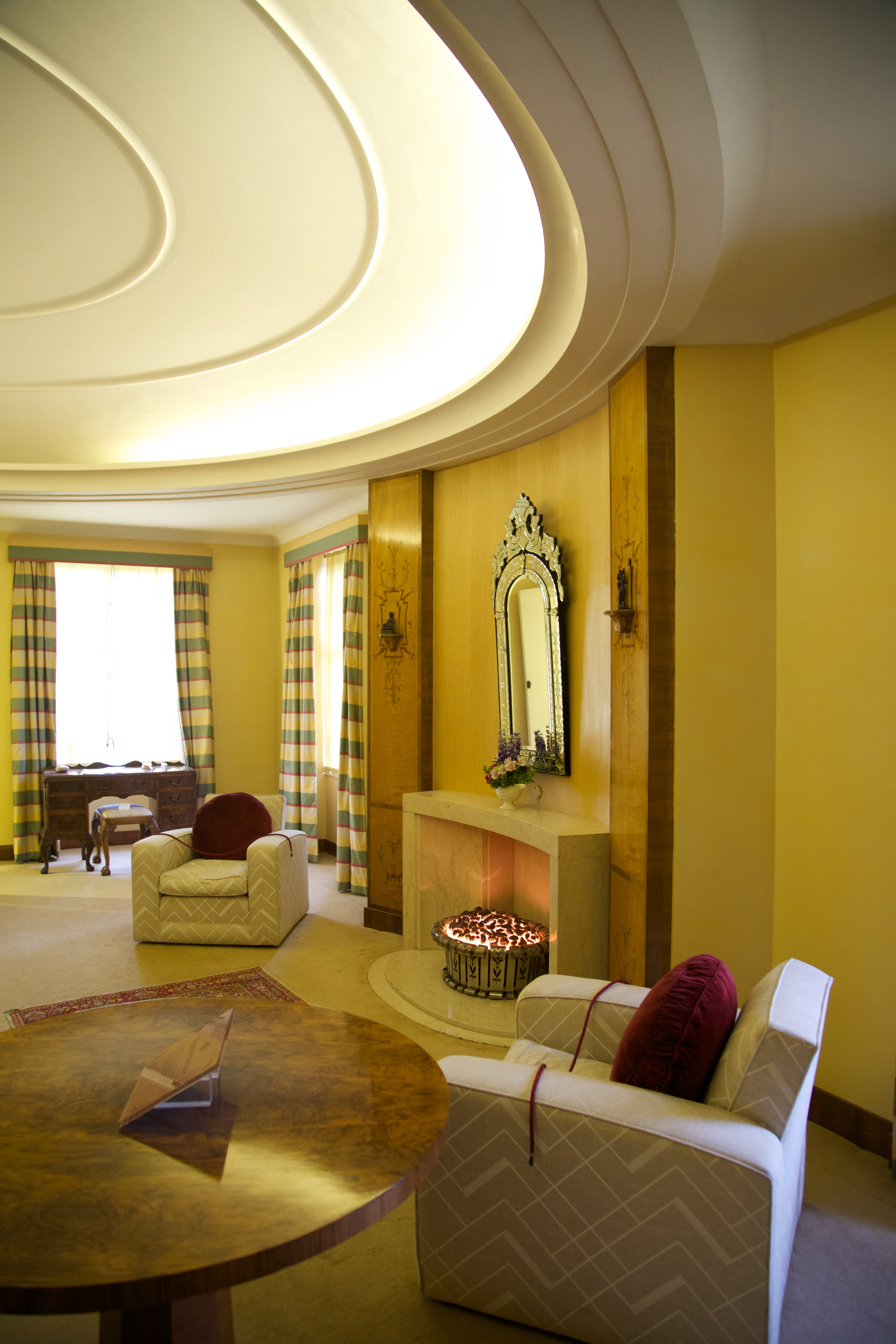
Virginia Courtaulds sovrum
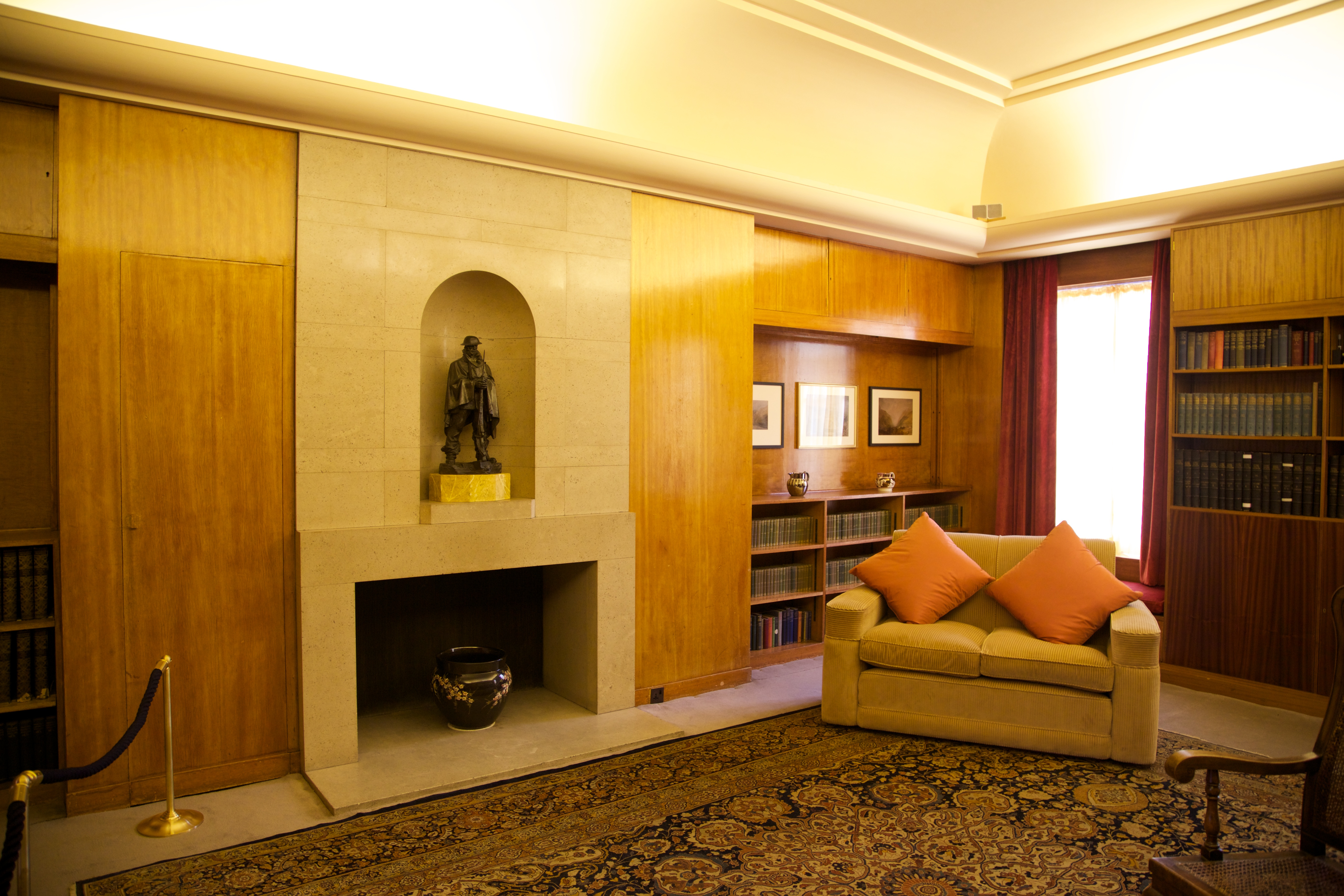
Biblioteket
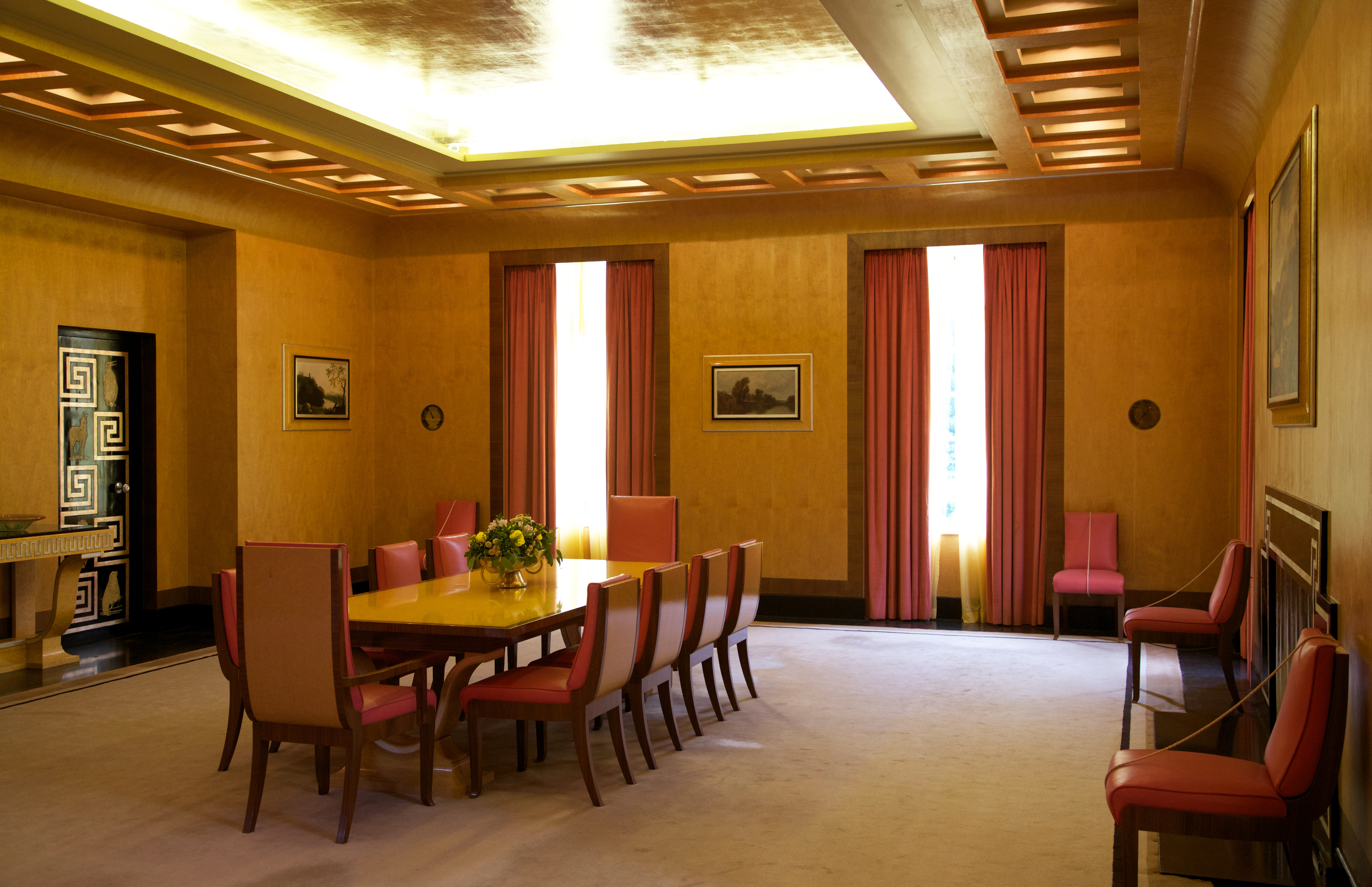
Matsalen
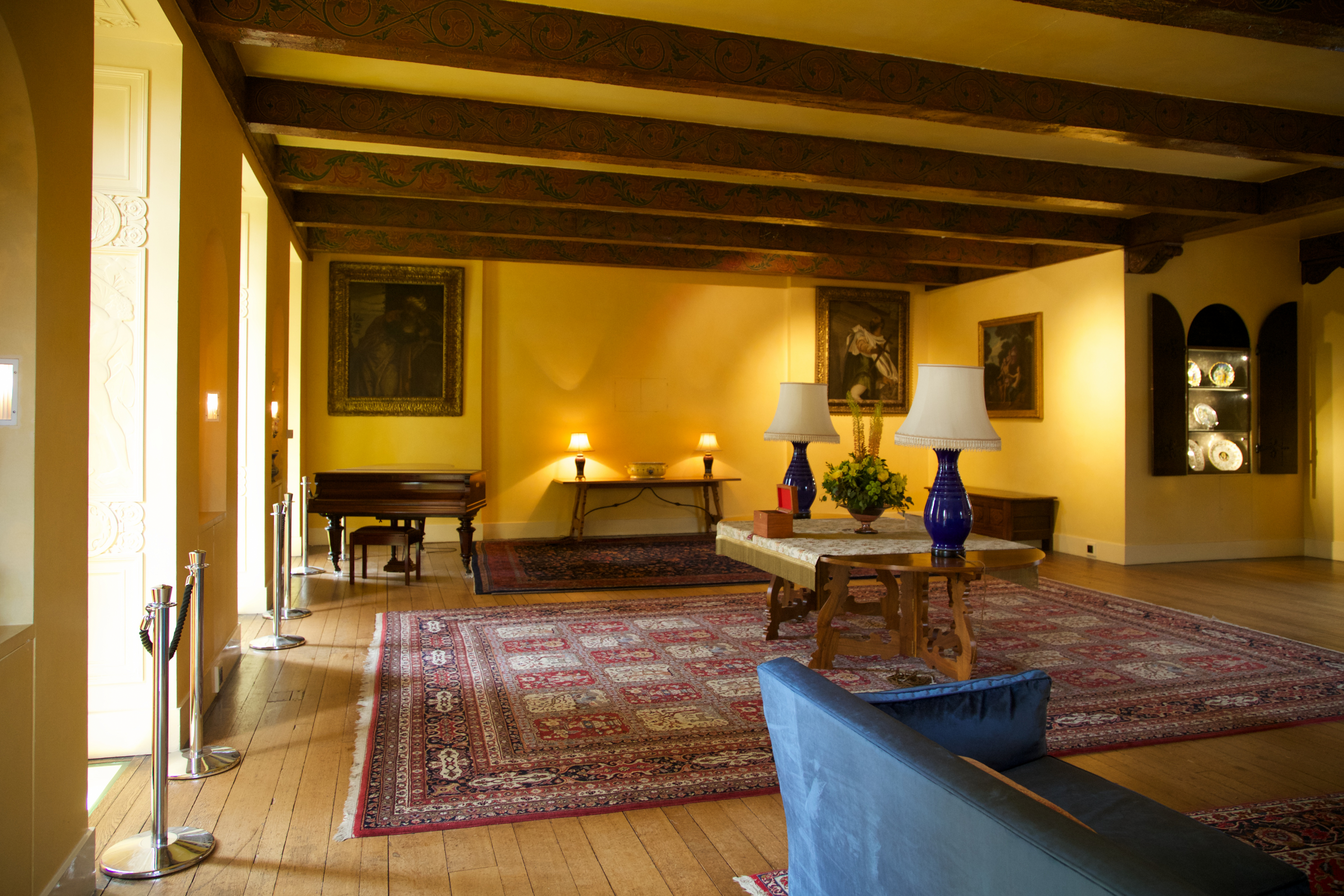
Salongen

Stephen var en yngre bror till Samuel Courtauld, en industriman, konstsamlare och grundare av Courtauld Institute of Art. Hans arbetsrum i det nya huset har en statyettversion av The Sentry, kopierad från ett krigsminnesmärke i Manchester, av Charles Sargeant Jagger, som var – liksom Stephen – en medlem av Artists' Rifles under första världskriget.
Courtaulds husdjurslemur, Mah-Jongg, hade ett speciellt rum på övervåningen av huset som hade en lucka till blomsterrummet på nedervåningen; han hade ledningen av huset. Courtaulds stannade kvar i Eltham till 1944. Under den tidigare delen av kriget var Stephen Courtauld medlem av den lokala civilförsvarstjänsten. I september 1940 var han i tjänst på Stora salens tak som brandvakt när det skadades svårt av tyska brandbomber. 1944 flyttade familjen Courtauld till Skottland och sedan till södra Rhodesia (nu Zimbabwe), och gav palatset till den kungliga arméns utbildningskår i mars 1945; kåren flyttade sedan all sin administration till Eltham Palace 1948. Efter bildandet av utbildnings- och träningstjänstgrenen av den nya generaladjutantkåren flyttade personalen till Worthy Down Camp 1992.
1995 tog English Heritage över förvaltningen av palatset och 1999 slutförde stora reparationer och restaureringar av interiörer och trädgårdar.

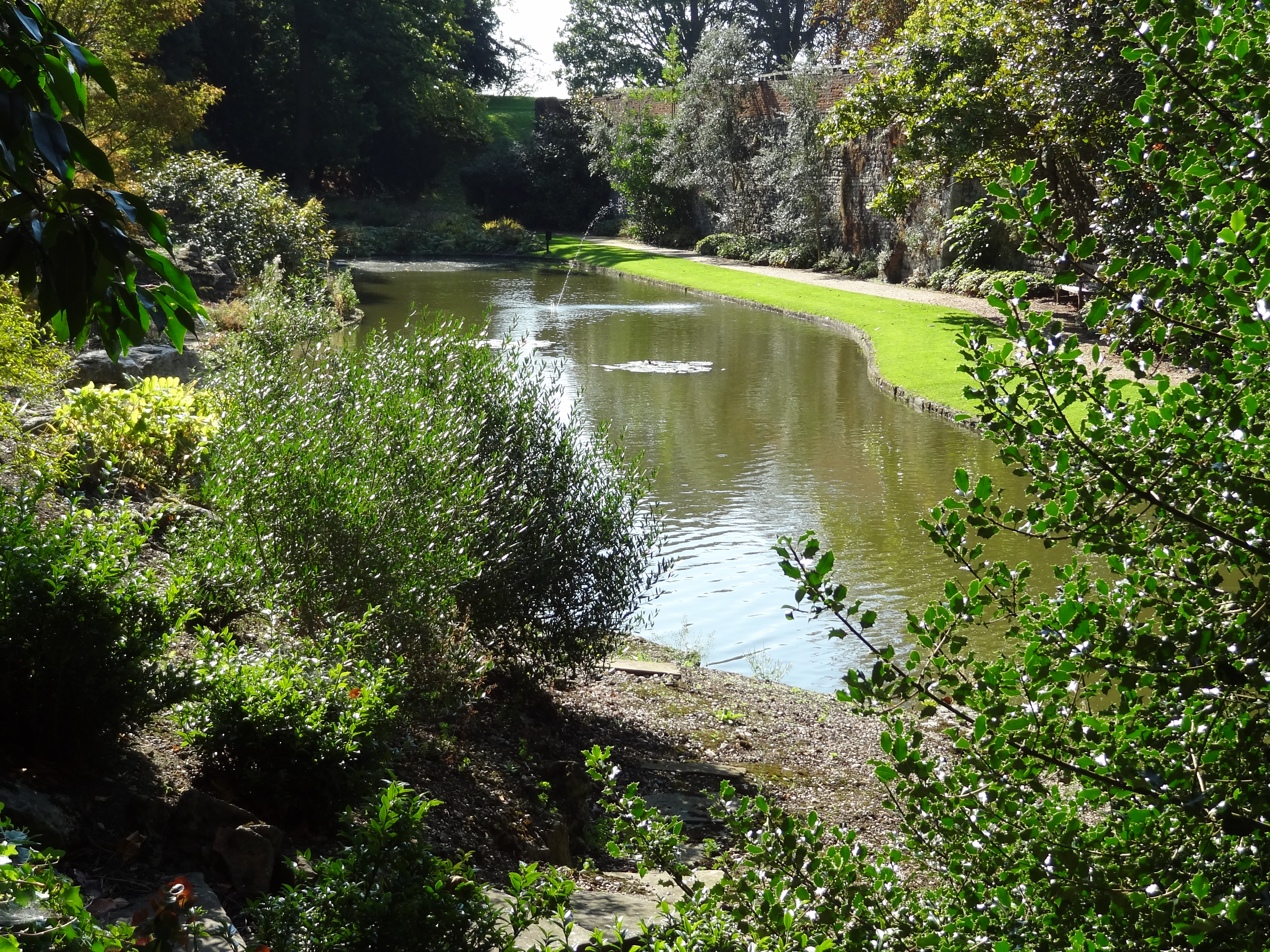
Vallgrav
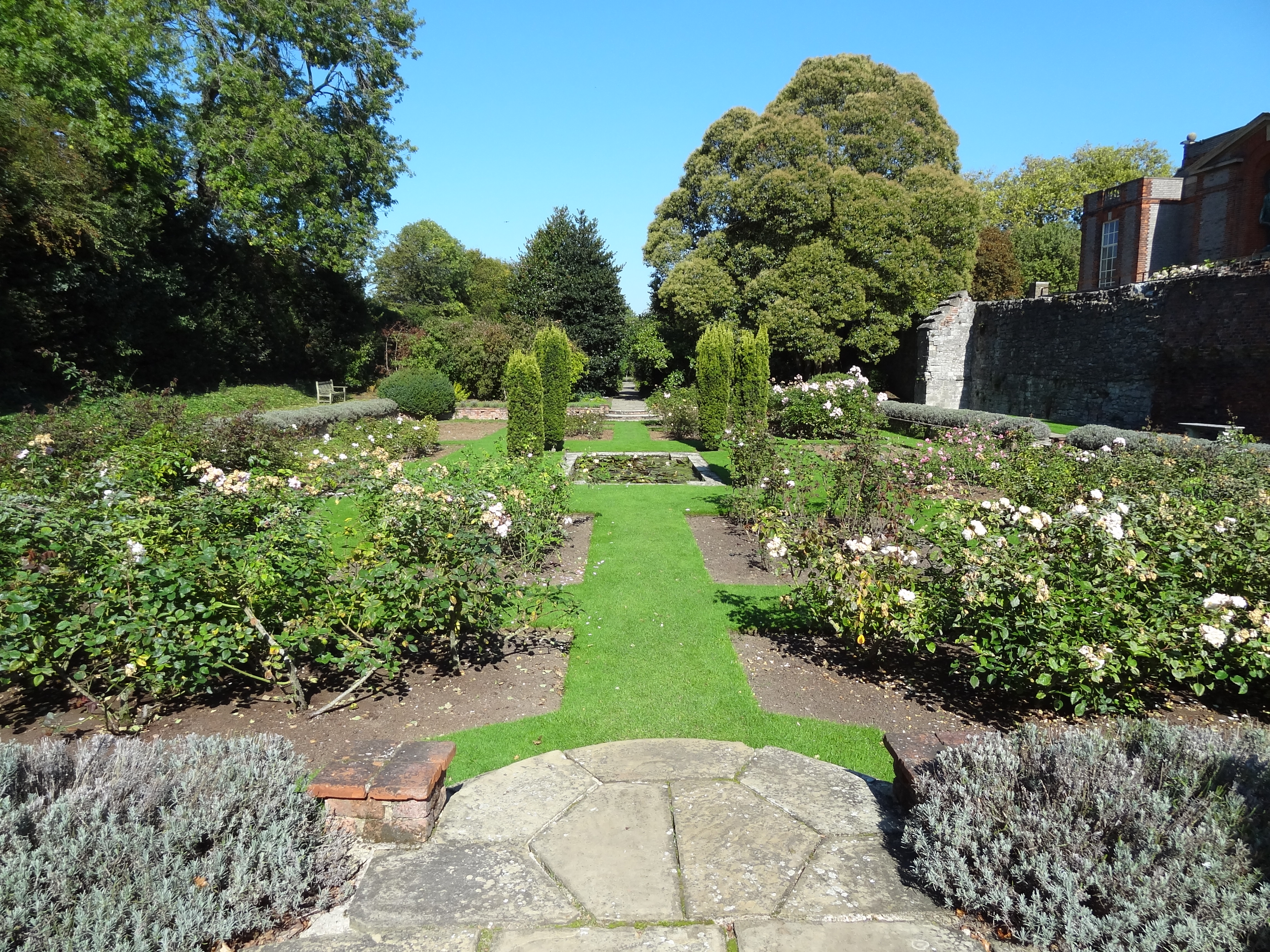
Trädgården
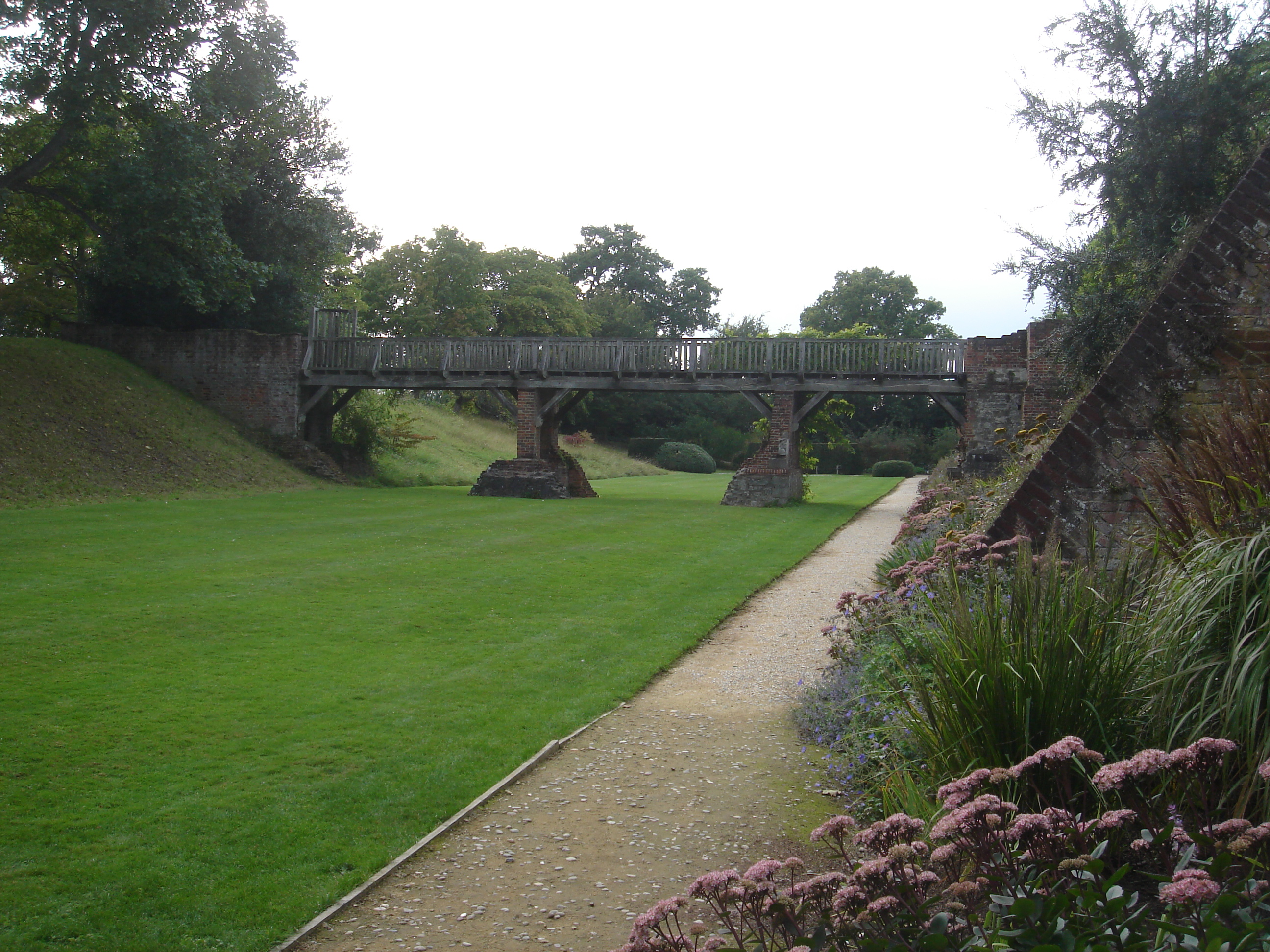
Södra bron